# ويزلي بيرن
ويزلي بيرن (بالإنجليزية: Wesley Byrne)‏ (9 فبراير 1977 في جمهورية أيرلندا - ) هو لاعب كرة قدم أيرلندي في مركز الدفاع. شارك مع منتخب جمهورية أيرلندا تحت 17 سنة لكرة القدم ومنتخب جمهورية أيرلندا لكرة القدم. أما مع النوادي، فقد لعب مع ستوك سيتي ونادي ميدلزبره وDublin City F.C. ‏ ولونغفورد تاون ‏ ونادي غيتزهد ودارلينجتون إف سى.

## وصلات خارجية
- ويزلي بيرن على موقع قاعدة بيانات كرة القدم.إي يو (الإنجليزية)
- ويزلي بيرن على موقع Soccerbase.com (لاعب) (الإنجليزية)